# Radovan Hromádko
Radovan Hromádko (* 16. května 1969, Náchod) je bývalý český fotbalista, záložník a útočník, reprezentant České republiky. Po skončení aktivní kariéry působil jako sportovní ředitel FK Jablonec a trenér SK Union Čelákovice.

## Klubová kariéra
V české lize hrál za FK Jablonec (1994–1998) a FK Viktoria Žižkov (1999–2000). Nastoupil ve 128 ligových utkáních a dal 29 golů. V izraelské lize hrál za Makabi Haifa FC (1998–1999), ve 23 zápasech dal 5 gólů. Ve druhé lize hrál i za FK Atlantic Slovan Pardubice.

## Ligová bilance
| Ročník                              | Zápasy | Góly | Klub                         |
| ----------------------------------- | ------ | ---- | ---------------------------- |
| 2. česká fotbalová liga 1993/94     | -      | 13   | FK Jablonec                  |
| 1. česká fotbalová liga 1994/95     | 30     | 6    | FK Jablonec                  |
| 1. česká fotbalová liga 1995/96     | 24     | 4    | FK Jablonec                  |
| 1. česká fotbalová liga 1996/97     | 29     | 9    | FK Jablonec                  |
| Gambrinus liga 1997/98              | 26     | 7    | FK Jablonec                  |
| 1. izraelská fotbalová liga 1998/99 | 23     | 5    | Makabi Haifa FC              |
| Gambrinus liga 1999/00              | 19     | 3    | FK Viktoria Žižkov           |
| 2. česká fotbalová liga 2000/01     | 13     | 1    | FK Atlantic Slovan Pardubice |
| CELKEM 1. česká liga                | 128    | 29   |                              |

## Reprezentační kariéra
Za českou reprezentaci odehrál v letech 1995–1996 dvě utkání. V českém A-týmu debutoval 13. 12. 1995 v utkání proti Kuvajtu (výhra 2:1), podruhé reprezentoval 4. září 1996 v Jablonci proti Islandu (opět výhra 2:1).